# Francis Walker
Francis Walker (Southgate (Londen), 31 juli 1809 – Wanstead (Londen), 5 oktober 1874) was een Engelse entomoloog. Hij was een van de meest productieve schrijvers in de entomologie. Hij was tussen 1837 en 1863 werkzaam bij het British Museum, waar hij een enorme hoeveelheid materiaal toegevoegd heeft aan de collecties. Daarnaast schreef hij meer dan 300 wetenschappelijke artikelen, waarin hij ongeveer 20.000 taxa een naam heeft gegeven.

## Publicaties
- 1833. Monographia chalcidum (continued from p. 384). Entomological Magazine 1(5): 455–466.
- 1834. Monographia chalciditum (continued from p. 39). Entomological Magazine 2(2): 148–179.
- 1834. Monographia chalciditum (continued from p. 309). Entomological Magazine 2(4): 340–369.
- 1835. Characters of some undescribed New Holland Diptera. Entomological Magazine 2(5): 468–473.
- 1835. Monographia chalciditum (continued from p. 369). Entomological Magazine 2(5): 476–502.
- 1835. Monographia chalciditum (continued from Vol. II., p. 502). Entomological Magazine 3(1): 94–97.
- 1836. Monographia chalciditum (continued). Entomological Magazine 3(5): 465–496.
- 1838. Descriptions of British chalcidites. Annals and Magazine of Natural History (1)1(4): 307–312.
- 1838. Descriptions of British chalcidites (continued from p. 312). Annals and Magazine of Natural History (1)1(5): 381–387.
- 1839. Monographia Chalciditum. Volume 1. Balliere, London. 333 pp.
- 1839. Monographia Chalciditum. Volume 2. Balliere, London. 100 pp.
- 1843. Description des Chalcidites trouve au bluff de Saint-Jean, dans la Floride orientale; par MM. E. Doubleday et R. Forster. Premier mire. Annales de la Société entomologique de France (2)1: 145–162.
- 1846. Characters of some undescribed species of chalcidites (continued from p. 115). Annals and Magazine of Natural History (1)17(111): 177–185.
- 1846. Part I--Chalcidites. Pp. 1–100 In: List of the specimens of hymenopterous insects in the collection of the British Museum. Printed by order of the Trustees, London. vi + 237 pp.
- 1849. List of the specimens of dipterous insects in the collection of the British Museum. Part II. Printed by order of the Trustees [British Museum], London. 231–484 pp.
- 1849. List of the specimens of dipterous insects in the collection of the British Museum. Part III. Printed by order of the Trustees [British Museum], London. 485–687 pp.
- 1849. List of the specimens of dipterous insects in the collection of the British Museum. Part IV. Printed by order of the Trustees [British Museum], London. 689–1172 pp.
- 1850. Descriptions of aphides (continued from Vol. v., p. 395). Annals and Magazine of Natural History (2)6(31): 41–48.
- 1851. List of the specimens of homopterous insects in the collection of the British Museum. Part II. British Museum, London. 1188 pp.
- 1852. Diptera. Part I. Pp. 1–75 In: Insecta Saundersiana: or characters of undescribed species in the collection of William Wilson Saunders Vol. I. John Van Voorst, London. 474 pp.
- 1852. Diptera. Part IV. Pp. 253–414 In: Insecta Saundersiana: or characters of undescribed species in the collection of William Wilson Saunders Vol. I. John Van Voorst, London. 474 pp.
- 1852. List of the specimens of homopterous insects in the collection of the British Museum. Part IV. British Museum, London. 1188 pp.
- 1853. Catalogue of the specimens of neuropterous insects in the collection of the British Museum. Part II. - Sialides-Nemopterides. British Museum, London. 193–476 pp.
- 1853. Catalogue of the specimens of neuropterous insects in the collection of the British Museum. Part III. - Termitidae-Ephemeridae. British Museum, London. 477–585 pp.
- 1855. List of the specimens of lepidopterous insects in the collection of the British Museum. Part V. Lepidoptera Heterocera. British Museum (Natural History), London. 977–1257 pp.
- 1856. Diptera. Part V. Pp. 415–474 In: Insecta Saundersiana: or characters of undescribed species in the collection of William Wilson Saunders Vol. I. John Van Voorst, London. 474 pp.
- 1856. List of the specimens of lepidopterous insects in the collection of the British Museum. Part X.--Noctuidae. British Museum (Natural History), London. 253–491 pp.
- 1856. List of the specimens of lepidopterous insects in the collection of the British Museum. Part IX.--Noctuidae. British Museum (Natural History), London. 1–252 pp.
- 1856. List of the specimens of lepidopterous insects in the collection of the British Museum. Part VIII.--Sphingidae. British Museum (Natural History), London. 1–271 pp.
- 1857. Catalogue of the dipterous insects collected at Singapore and Malacca by Mr. A.R. Wallace, with descriptions of new species. Journal and Proceedings of the Linnean Society of London, Zoology 1: 4–39.
- 1857. Catalogue of the dipterous insects collected at Sarawak, Borneo by Mr. A.R. Wallace, with descriptions of new species. Journal and Proceedings of the Linnean Society of London, Zoology 1: 105–136.
- 1857. List of the specimens of lepidopterous insects in the collection of the British Museum. Part XIII.--Noctuidae. British Museum (Natural History), London. 983–1236 pp.
- 1858. Characters of some apparently undescribed Ceylon insects. Annals and Magazine of Natural History (3)2(9): 202–209.
- 1858. Characters of some apparently undescribed Ceylon insects (continued from p. 209). Annals and Magazine of Natural History (3)2(10): 280–286.
- 1858. List of the specimens of lepidopterous insects in the collection of the British Museum. Part XIV.--Noctuidae. British Museum (Natural History), London.
- 1858. List of the specimens of lepidopterous insects in the collection of the British Museum. Part XV.--Noctuidae. British Museum (Natural History), London. 1521–1888 pp.
- 1858. List of the specimens of lepidopterous insects in the collection of the British Museum. Part XVI.--Deltoides. British Museum (Natural History), London. 1–253 pp.
- 1858. Characters of undescribed Diptera in the collection of W.W. Saunders, Esq., F.R.S., &c. Trans. Ent. Soc. Lond. (2)4(6): 190–235.
- 1859. Characters of some apparently undescribed Ceylon insects (continued from p. 56). Annals and Magazine of Natural History (3)3(16): 258–265.
- 1859. Catalogue of dipterous insects collected in the Aru Islands by Mr. A.R. Wallace, with descriptions of new species. Journal and Proceedings of the Linnean Society of London, Zoology 3: 77–131.
- 1859. Catalogue of the dipterous insects collected at Makessar in Celebes by Mr. A.R. Wallace, with descriptions of new species. Journal and Proceedings of the Linnean Society of London, Zoology 4: 90–172.
- 1859. List of the specimens of lepidopterous insects in the collection of the British Museum. Part XVII.--Pyralides. British Museum (Natural History), London. 255–508 pp.
- 1859. List of the specimens of lepidopterous insects in the collection of the British Museum. Part XIX.--Pyralides. British Museum (Natural History), London. 799–1036 pp.
- 1860 Characters of some apparently undescribed Ceylon insects. Annals and Magazine of Natural History. Volume: 5, Series 3, Pages: 304–311 full text.
- 1861. Catalogue of the dipterous insects collected at Amboyna by Mr. A.R. Wallace, with descriptions of new species. Journal and Proceedings of the Linnean Society of London, Zoology 5: 144–168.
- 1861. List of the specimens of lepidopterous insects in the collection of the British Museum. Part XXII.--Geometrites (continued). British Museum (Natural History), London. 499–755 pp.
- 1861. List of the specimens of Lepidopterous insects in the collection of the British Museum. Part XVIII.--Geometrites. British Museum (Natural History), London. 757–1020 pp.
- 1862. Catalogue of the heterocerous lepidopterous insects collected at Sarawak, in Borneo, by Mr. A.R. Wallace, with descriptions of new species (continued from p. 145). Journal and Proceedings of the Linnean Society of London, Zoology 6: 171–198.
- 1863. List of the specimens of lepidopterous insects in the collection of the British Museum. Part XXVII. Crambites & Tortricites. British Museum (Natural History), London. 1–286 pp.
- 1863. List of the specimens of lepidopterous insects in the collection of the British Museum. Part XXVIII. Tortricites & Tineites. British Museum (Natural History), London. 287–561 pp.
- 1864. List of the specimens of lepidopterous insects in the collection of the British Museum. Part XXIX. Tineites. British Museum (Natural History), London. 533–835 pp.
- 1864. List of the specimens of lepidopterous insects in the collection of the British Museum. Part XXX. Tineites. British Museum (Natural History), London. 837–1096 pp.
- 1865. Descriptions of new species of the dipterous insects of New Guinea. J Linn Soc Lond Zool 8: 102–130.
- 1865. Descriptions of new species of the dipterous insects of New Guinea. Journal and Proceedings of the Linnean Society of London, Zoology 8: 102–130.
- 1865. List of the specimens of lepidopterous insects in the collection of the British Museum. Part XXXII. Supplement.--Part 2. British Museum (Natural History), London. 323–706 pp.
- 1866. List of the specimens of lepidopterous insects in the collection of the British Museum. Part XXXIV. Supplement.--Part 4. British Museum (Natural History), London. 1121–1533 pp.
- 1866. Appendix. A list of mammals, birds, insects, reptiles, fishes, shells, annelides, and Diatomaceae, collected by myself in British Columbia and Vancouver Island, with notes on their habits. [List of Coleoptera]. Pp. 309–334 In: J.K. Lord. The naturalist in Vancouver Island and British Columbia. Richard Bentley, London. 375 pp.
- 1868. Catalogue of the specimens of Blattariae in the collection of the British Museum. Printed for the Trustees of the British Museum, London. 239 pp.
- 1869. Catalogue of the specimens of Dermaptera saltatoria and supplement to the Blattariae in the collection of the British Museum [Part I.] British Museum, London. 1–224 pp.
- 1869. Catalogue of the specimens of Dermaptera saltatoria in the collection of the British Museum. Part II. [Locustidae (contd.).] British Museum, London. 225–423 pp.
- 1870. Catalogue of the specimens of Dermaptera saltatoria in the collection of the British Museum. Part III. [Locustidae (contd.), Acrididae.] British Museum, London. 425–604 pp.
- 1871. Notes on Chalcidiae. Part I. Eurytomidae. E.W. Janson, London. 1–17 pp.
- 1872. Catalogue of the specimens of heteropterous Hemiptera in the collection of the British Museum. 5. Printed for the Trustees of the British Museum, London. 1–202 pp.

- Gemeinsame Normdatei: 1055360352
- International Standard Name Identifier: 0000 0000 8367 0296
- Library of Congress Control Number: n82090395
- Nationale bibliotheek van Australië: 35791679
- Nederlandse Thesaurus van Auteursnamen: 071586105
- Istituto Centrale per il Catalogo Unico: RMSV043852
- SNAC: w6f79jh1
- Système universitaire de documentation: 085524581
- Museum of New Zealand Te Papa Tongarewa: 66018
- Trove: 1089652
- Virtual International Authority File: 27461210
- WorldCat: E39PBJvH7JqhrP3jkMTJ7dp773